# Комитет национального спасения (Чечня)
Комитет национального спасения или (КНС) — орган власти периода Первой Чеченской войны, оппозиционный режиму Дудаева. В ноябре 1994 года силы КНС совершили рейд на Грозный. В рейде участвовало большое количество русских контрактников.

## История
Первый орган власти, организовавший вооруженную борьбу против режима Дудаева во главе с бывшим его сторонником Ибрагимом Сулейменовым.
16-17 декабря 1993 года КНС вместе с полевыми командирами чеченских добровольцев в Абхазии окружили резиденцию Дудаева и выдвинули ряд политических требований (в том числе назначить парламентские выборы, разграничить полномочия президента и премьер-министра, создать шариатский суд и пр.). Однако к концу декабря полевые командиры перешли на сторону президента.
В январе 1994 года формирования КНС предприняли попытку атаковать позиции правительственных войск близ Грозного, но 9 февраля И. Сулейменов был захвачен сотрудниками Департамента государственной безопасности, после чего его группировка распалась.
На смену ему пришёл Временный совет Чеченской Республики.